# Bengt Essman
Bengt Eugén Essman, född 24 september 1913 i Eskilstuna, död 9 december 1990 i Eskilstuna, var en svensk fotbollsspelare.
Essman representerade i många år IFK Eskilstuna, och spelade för klubben i Allsvenskan 1933/1934–1935/1936 och 1942/1943. Sammanlagt gjorde han 56 allsvenska matcher (1 mål) för klubben.
År 1935 spelade Essman fyra A-landskamper (inga mål) för Sverige.